# Theodor Liebknecht
Theodor Karl Ernst Adolf Liebknecht (geboren am 19. April 1870 in Leipzig; gestorben am 6. Januar 1948 in Altendorf), Sohn von Natalie Liebknecht und Wilhelm Liebknecht, Bruder von Otto und Karl Liebknecht, war Rechtsanwalt und während der Weimarer Republik – als Mitglied und letzter Vorsitzender der Unabhängigen Sozialdemokratischen Partei Deutschlands (USPD) und danach der SAPD – ein sozialistischer Politiker in Deutschland.

## Leben im historisch-politischen Kontext
Nach seinem Jurastudium eröffnete er zusammen mit Oskar Cohn und seinem ein Jahr jüngeren Bruder Karl 1899 ein Rechtsanwaltsbüro in Berlin. Während des Ersten Weltkrieges war er ab 1915 Soldat, später bis zu seiner Demobilisierung Anfang 1919 Unteroffizier.
Öffentlich politisch aktiv wurde Theodor Liebknecht ab 1919 – nach dem von rechtsextremen Freikorps begangenen Mord an seinem Bruder, der zusammen mit der am gleichen Tag ermordeten Rosa Luxemburg als Anführer des revolutionären Spartakusbundes die Kommunistische Partei Deutschlands (KPD) mitbegründet hatte. Zugleich nahm er die drei Kinder seines ermordeten Bruders bei sich auf.
Theodor Liebknecht schloss sich allerdings nicht der KPD an, sondern blieb in der USPD, die sich bereits während des Ersten Weltkrieges aus Protest gegen die kriegsbilligende Haltung der SPD von der Mutterpartei abgespalten hatte. Nach der Novemberrevolution wurde die USPD bis 1922 zusehends zerrieben. Die Mehrheit ihres linken Flügels schloss sich im Dezember 1920 der Kommunistischen Internationale und damit der KPD an (vgl. auch Vereinigte Kommunistische Partei Deutschlands). Ein großer Teil der reformorientierten USPD-Mitglieder ging bis 1922 zurück in die SPD.
1921 unterstützte Liebknecht die Gründung einer neuen sozialistischen Internationale, nachdem die 1889 unter wesentlicher Mitwirkung seines Vaters gegründete zweite Internationale mit der Auslösung des Ersten Weltkrieges 1914 auseinandergefallen war. Theodor Liebknecht war beteiligt an der Gründung der Internationalen Arbeitsgemeinschaft sozialistischer Parteien (IASP), der sogenannten „zweieinhalbten Internationalen“ (vgl. Internationale). Für diese beobachtete er 1922 gemeinsam mit Kurt Rosenfeld und dem Vertreter der belgischen Sozialdemokratie, Émile Vandervelde, den Prozess gegen 47 Mitglieder der Partei der Sozialrevolutionäre in Moskau.
Theodor Liebknecht lehnte eine Zusammenlegung der USPD mit der KPD ab, unter anderem, weil er deren Beitritt zur von der jungen UdSSR dominierten, 1919 in Moskau unter Federführung Lenins gegründeten Kommunistischen Internationale (Komintern) kritisierte. Er sah darin eine Spaltung der internationalen sozialistischen Bewegung. Andererseits stand er auch der SPD unter Friedrich Ebert und seinen Nachfolgern ablehnend gegenüber. Sie hatte sich in Liebknechts Augen zu stark mit den alten konservativen Kräften aus dem Kaiserreich arrangiert und demokratische Chancen während der Novemberrevolution verspielt. So lehnte er auch eine Wiedervereinigung mit der SPD ab. Zusammen mit Georg Ledebour setzte er das linkssozialdemokratische Projekt USPD fort, für welches er 1921–1924 dem Preußischen Landtag angehörte.
Mit ihrer Haltung befanden sich Ledebour und Liebknecht jedoch in einer Minderheitenposition zwischen den in der breiten Bevölkerung als links betrachteten gegeneinander stehenden Polen SPD und KPD. Die USPD entwickelte sich nach 1922 zu einer marginalisierten Splitterpartei mit einer vornehmlich aus dem linksintellektuellen und pazifistischen Milieu stammenden Anhängerschaft. Liebknecht löste Ledebour 1924 von der Parteiführung der USPD ab, nachdem es zu Konflikten innerhalb der Partei über die Haltung zur Ruhrbesetzung gekommen war. Liebknecht lehnte, im Gegensatz zu Ledebour, die von der KPD stammende Parole „Schlagt Poincaré an der Ruhr und Cuno an der Spree!“ als nationalistisch ab; Ledebour verließ mit einer Minderheit die USPD und gründete den Sozialistischen Bund.
1931 ging die USPD in der Sozialistischen Arbeiterpartei Deutschlands (SAPD) auf. Damit vereinigte sie sich mit einer erneuten linken Abspaltung der SPD und auch einiger KPD-Abtrünniger, deren Ziel eine linke Einheitsfront gegen den erstarkenden Nationalsozialismus in Deutschland und den Faschismus in Europa war. Damit wandte sich die Partei auch gegen den von Moskau unter Stalin vorgegebenen Kurs der Komintern, der mit der Sozialfaschismusthese eine Zusammenarbeit zwischen sozialdemokratischen und kommunistischen Parteien gegen den Faschismus weitgehend verhinderte.
Aber auch die SAPD blieb von heftigen Flügelkämpfen nicht verschont. Parlamentarische Erfolge waren dieser Partei in den noch verbleibenden zwei Jahren der faktisch im Grunde schon gescheiterten Weimarer Republik ebenfalls nicht beschieden.
Der überzeugte Pazifist Theodor Liebknecht gehörte zusammen mit den linken Sozialdemokraten um Anna Siemsen und der Rote-Kämpfer-Gruppe um Bernhard Reichenbach zum nichtleninistischen Flügel der SAPD und wandte sich gegen den verstärkten Einfluss des leninistischen Flügels in der Partei.
Nach der Machtübernahme der NSDAP und der Umwandlung Deutschlands in eine nationalsozialistische Diktatur ging Liebknecht 1933 nach Basel ins schweizerische Exil. Von 1936 bis 1939 war er Beschäftigter des Internationalen Instituts für Sozialgeschichte (IISG) in Amsterdam/Niederlande.
Theodor Liebknecht überlebte Nationalsozialismus und Krieg. Er behielt nach dem Zweiten Weltkrieg seinen Wohnsitz in Basel, besuchte jedoch auch Freunde im von den Alliierten besetzten Deutschland. Bei einem solchen Besuch starb er 1948 im Alter von 77 Jahren im niedersächsischen Dorf Altendorf/Landkreis Gifhorn, das zu der Zeit im Grenzgebiet der britischen zur sowjetischen Besatzungszone lag.

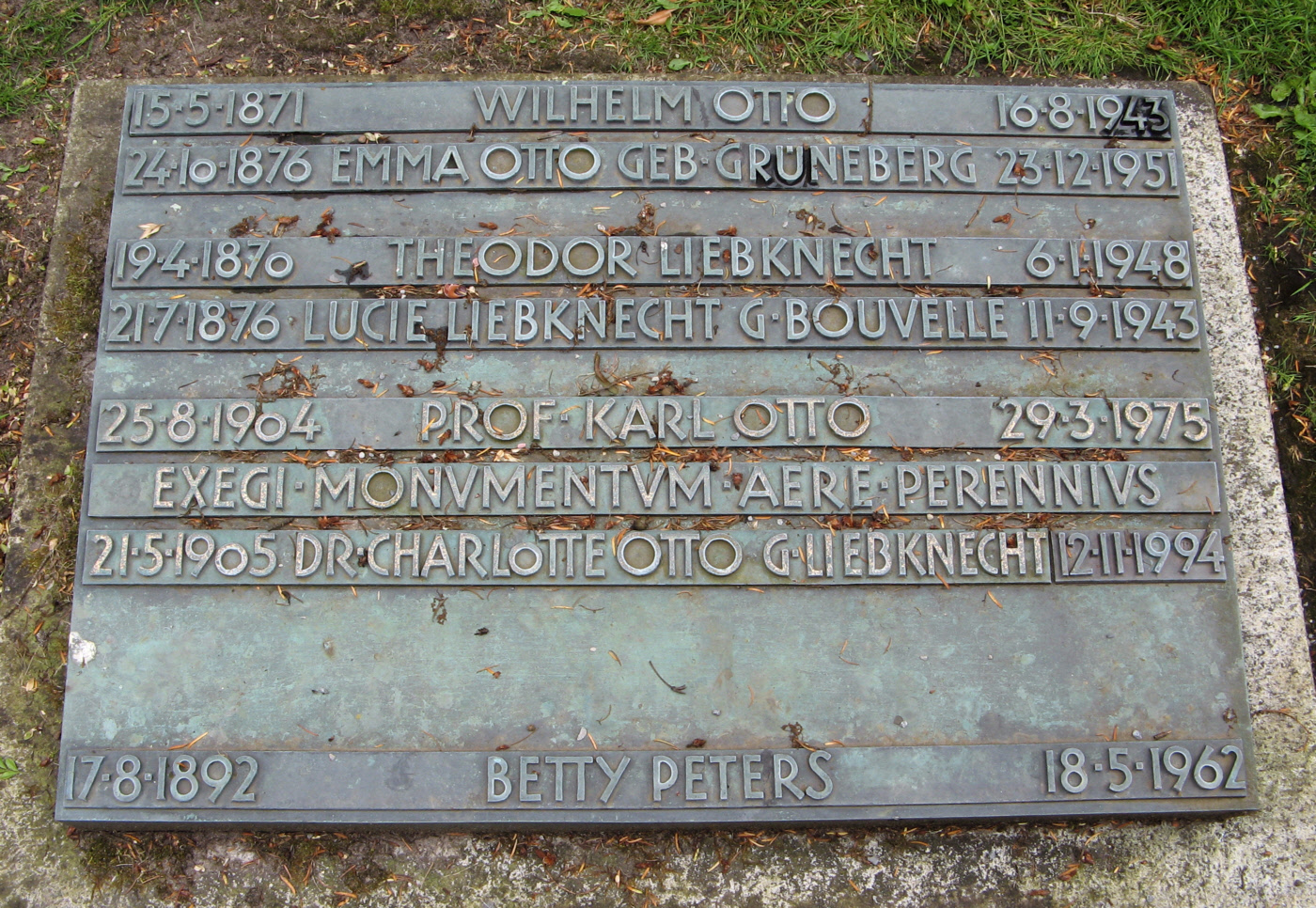
Grabplatte von Theodor Liebknecht im Stadtfriedhof Engesohde, Hannover

Das Grabmal von Theodor Liebknecht findet sich auf dem Stadtfriedhof Engesohde in Hannover, Abteilung 17M, Grabnummer 3-4.